# Peter Andresen Oelrichs
Peter Andresen Oelrichs (* 26. Februar 1781 auf Helgoland; † 18. Juni 1869 in Amsterdam) war ein Helgoländer Kapitän. Er ist Autor des Kleinen Wörterbuchs zur Erlernung des Halunder, der Helgolander Sprache, für Deutsche, Engländer und Holländer. Er erfasste den Wortschatz der auf der Insel Helgoland gesprochenen Varietät des Nordfriesischen. Er übersetzte die Wörter ins Deutsche, Englische und Niederländische.

## Leben
Peter Andresen Oelrichs stammte aus einer Husumer Familie; sein Großvater oder Urgroßvater kam nach Helgoland und brachte es dort bis zum Ratmann.
Als Oelrichs sechzehn Jahre alt war, rang er seinen Eltern die Erlaubnis ab, nach Hamburg zu gehen. Er heuerte dort auf einem Schiff als Kajütjunge an. Als solcher bestand seine Arbeit hauptsächlich im Kehren und Scheuern und allen anderen Arten des Saubermachens. Nachdem die ersten Fahrten nach London gegangen waren, folgte die erste Atlantiküberquerung nach Charleston am Golf von Mexiko – diesmal bereits als Leichtmatrose.
Nach 1802 erlernte er bei dem Husumer Kapitän Momsen die Tätigkeiten eines Steuermanns. Seine erste Stellung in dieser Funktion erhielt er beim Helgoländer Schiffskapitän Nikolaus Peter Krohn, der eine bewaffnete Kauffahrteifregatte befehligte; er wurde dritter Steuermann. Etwa 1811 wurde er erstmals Kapitän eines Kauffahrteischiffes; später fuhr er für einen russischen Reeder. Als Obersteuermann eines Transportschiffes nach Ostindien rettete er Schiff und Besatzung aus großer Gefahr, indem er sich dem Befehl des Kapitäns widersetzte. Dann wurde er selbst Kapitän dieses Schiffs und befehligte es drei Jahre.
Im Oktober 1820 fuhr er wieder als Obersteuermann nach Batavia. Dann heuerte er ab und arbeitete als Buchhalter und Aufseher im Dienst der holländischen Regierung. Er hatte inzwischen in Holland geheiratet; seine Frau und seine Kinder ließ er in die niederländische Kolonie nachkommen. Bis auf eine Tochter, die in Batavia verheiratet war, und bis auf einen Sohn, der in Samarang lebte, starben alle. Er heiratete ein zweites Mal, aber seine zweite Frau starb bereits 1834.
Zwei Jahre später wurde er krank und ging auf einen längeren Heimaturlaub zurück nach Helgoland. Er ließ sich bald pensionieren und heiratete ein drittes Mal. Mit seiner jungen Frau hatte er mehrere Kinder. In den Mußestunden schrieb er und verfasste insbesondere das viersprachige Deutsch-englisch-holländisch-helgoländische Wörterverzeichnis und ließ es drucken. Er war wohl auch Freimaurer. Später zog er nach Holland, weil er nur dort sein volles Ruhegehalt bekam, und heiratete dort zum vierten Mal.